# Chambon-la-Forêt
Chambon-la-Forêt är en kommun i departementet Loiret i regionen Centre-Val de Loire strax norr Frankrikes mitt. Kommunen ligger i kantonen Beaune-la-Rolande som tillhör arrondissementet Pithiviers. År 2022 hade Chambon-la-Forêt 961 invånare.

## Befolkningsutveckling
Antalet invånare i kommunen Chambon-la-Forêt
| Referens: INSEE |